# A-tư-đà
A-tư-đà, Asita hoặc Kaladevala là một ẩn sĩ khổ hạnh thời Ấn Độ cổ đại, sống vào khoảng thế kỉ thứ 6 trước Công nguyên. Ông được biết đến nhiều nhất với dự đoán rằng Thái tử Tất-đạt-đa của thành Ca-tỳ-la-vệ, hoặc sẽ trở thành một Đại đế vĩ đại, hoặc sẽ trở thành một đạo sĩ vĩ đại. Lời tiên đoán của ông về sau trở thành sự thật, khi Thái tử Tất-đạt-đa cuối cùng đã chọn con đường tu hành và người người đời tôn xưng với danh vị là Phật.